# Bremer (fleuve)
Pour les articles homonymes, voir Bremer.
La Bremer (Bremer River) est un affluent du fleuve Brisbane dans le Queensland en Australie.

## Géographie
Elle draine plusieurs vallées de la Scenic Rim au Sud-Est du Queensland en Australie, dont la Fassifern Valley. La rivière a été visitée en 1824 par John Oxley et Allan Cunningham.
D'une longueur de 86,9 km, cette rivière et ses affluents ont un bassin d'environ 2 032 km2. La plupart des vallées sont de vastes terrasses alluviales. La qualité des eaux de la Bremer est extrêmement médiocre.

## Cours
La Bremer passe à proximité du quartier de Rosewood puis serpente à travers la ville d'Ipswich. Son bassin est limité par la chaîne Little Liverpool à l'ouest, la Main Range au sud et au sud-ouest et à l'est, le pic Flinders et la chaîne Teviot. La rivière a un certain nombre d'affluents tels que les Bundamba Creek, Purga Creek, Reynolds Creek, Warrill Creek et Western Creek. 

## Dégradation
Le réseau fluvial est connu pour ses inondations et sa forte pollution. La Bremer ne reçoit pas assez d'eau afin de répondre aux besoins humains et à la nécessité d'éliminer les éventuelles impuretés. Il en résulte une eau de mauvaise qualité avec des niveaux élevés de turbidité, de nutriments et de bactéries, en particulier là où les eaux de rejet et de ruissellement de la ville d'Ipswich, se déversent dans la rivière. La végétation des rives de la rivière a été presque complètement supprimée et les berges sont maintenant envahies de mauvaises herbes. En aval, la rivière souffre non seulement des rejets d'égouts et des eaux de ruissellement agricoles, mais aussi des effluents des abattoirs. 
En 2008, la qualité des eaux de la rivière Bremer a été notée F, le plus mauvais classement possible. On a trouvé des métaux lourds comme du mercure, du chrome, du nickel et du cadmium dans la Warrill Creek, un affluent de la Bremer, en 2009. La source de la contamination était la base de la RAAF d'Amberley. La contamination n'a pas atteint la Bremer elle-même.